# 백경현
백경현(白慶鉉, 1958년 6월 21일~)은 대한민국의 공무원 출신 정치인이다. 9급 공무원으로 공직을 시작했으며 이후 과장, 국장을 거쳤다. 제15·17대 구리시장(민선 6·8기)이다.
2016년 4월 13일에 치러진 재보궐선거에서 구리시장으로 당선되었다. 2018년 선거에서는 낙선하였으며, 2022년 선거에서 재선되었다.

## 학력
- 의정부고등학교 졸업
- 서울과학기술대학교 행정학 학사
- 연세대학교 행정대학원 행정학 석사
- 국민대학교 정치대학원 정치학 석사

## 경력
- 경기도 양주군청 근무
- 경기도 구리시청 근무
- 2007년 1월~2010년 9월: 경기도 구리시 주민생활지원 국장
- 2010년 9월~2014년 3월: 경기도 구리시 행정지원 국장
- 새누리당 당무위원
- 2016년 4월~2018년 6월: 제15대 경기도 구리시장
- 자유한국당 당무위원
- 미래통합당 당무위원
- 소상공인 살리기 구리지회장
- 국민대학교 정치전략연구소 비상임연구위원
- 국민의힘 경기도당 북부권역 10개 시군 총괄본부장
- 국민의힘 당무위원
- 국민의힘 경기도당 부위원장
- 2022년 7월 ~: 제17대 경기도 구리시장
- 2022년 10월 ~: 제10대 구리시민장학회 이사장
- 2023년 3월 ~ 2024년 12월 : 경기도북부권시장군수협의회 회장

## 역대 선거 결과
|  | 36.79% |

|  | 42.89% |

|  | 39.97% |

|  | 54.09% |